# بيتلز فور سيل
بيتلز فور سيل (بالإنجليزية: Beatles for Sale) هو ألبوم الإستديو الرابع لفرقة الروك الإنجليزية البيتلز، صدر يوم 4 ديسمبر عام 1964 في المملكة المتحدة وهو من إنتاج جورج مارتن لصالح شركة بارلوفون التابعة لإيمي.

## روابط خارجية
- بيتلز فور سيل على موقع أول موفي (الإنجليزية)